# Ivan Fedele
Ivan Fedele (Lecce, 1953) es un compositor de ópera italiano.

## Biografía
Hijo de un matemático que le inculcó el gusto por la disciplina y el rigor: la influencia de las matemáticas se sentirá también en la concepción de alguna de sus obras compositivas. Fedele estudió piano en el Conservatorio Giuseppe Verdi de Milán con Bruno Canino, Vincenzo Vitale e Ilonka Deckers. También estudió en la Facultad de Filosofía de la Universidad de Milán. En la Academia de Santa Cecilia de Roma estudió composición con Franco Donatoni, cuya influencia es evidente en las primeras obras de Fedele. 
Ivan Fedele ha recibido encargos de los conjuntos instrumentales, las orquestas y los teatro de óperas más prestigiosos del mundo. Especialmente estrecha ha sido su relación con el IRCAM, el Ensemble Intercontemporain, la Orquesta de Radio Francia o la Orquesta Nacional de Lyon. Sus obras se programan regularmente en los mejores festivales europeos: fue especialmente importante para afianzar su prestigio internacional su programación en el Festival de Música de Estrasburgo de 1995. El Festival «Aspects des musiques d'aujourd'hui» de Caen le dedicó su edición de 1999.
Aficionado al género del concierto, ha escrito obras para piano, violín, violonchelo, viola, clarinete o flauta solistas. También ha compuesto óperas, música sinfónica o para diversos conjuntos instrumentales, obras con electrónica, música incidental, obras radiofónicas y piezas vocales.
Su producción de cámara es, igualmente, muy importante. Su obra para cuarteto de saxofones Magic está basada en un material muy sucinto, y llega a crear una extraña sensación de ingravidez, con su superposición de ritmos complejos en oposición a las prolongadas notas tenidas en intervalos puros.
Las obras de Ivan Fedele son publicadas por Edizione Suvini Zerboni.

## Premios y distinciones
- En 2002 fue nombrado Chevalier de l'Ordre del Lettres et des Ars por el Ministerio de Cultura de Francia.

## Catálogo (selección)
- 1980:Totem para banda magnética.
- 1982: Oltre narciso (ópera).
- 1983:Aiscrim para flauta, clarinete, piano.
- 1984:Ipermnestra (ópera).
- 1985: Magic para cuarteto de saxofones.
- 1990: Concierto para viola y orquesta.
- 1994: Richiamo para instrumentos de viento, percusión y electrónica.
- 1995: La caída de la casa Usher, música para la película de Jean Epstein.
- 1995: Coram, (réquiem).
- 1995: Profilo in eco para flauta y ensemble.
- 1996: Concierto para violonchelo y orquesta, estrenado por Jean-Guihen Queyras y la Orquesta de París.
- 2000: Two Moons para dos pianos y electrónica.